# Shilou, Guangdong
Shilou är en köping i sydöstra Kina. Den ligger i stadsdistriktet Panyu i provinshuvudstaden Guangzhou i provinsen Guangdong,  omkring 29 kilometer sydost om centrala Guangzhou. Antalet invånare är 90 381. Befolkningen består av 44 485 kvinnor och 45 896 män. Barn under 15 år utgör 12,0 %, vuxna 15-64 år 80 %, och äldre över 65 år 7,0 %.